# جائزة المجر الكبرى 2002
جائزة المجر الكبرى 2002 (بالإنجليزية: 2002 Hungarian Grand Prix)‏ هو سباق فورمولا 1 أقيم بتاريخ 18 أغسطس 2002 في حلبة المجر، بودابست. كان الثالث عشر من أصل 17 في بطولة العالم لسباقات الفورمولا واحد موسم 2002. حلّ البرازيلي روبنز باركيلو أولا بينما جاء الألماني مايكل شوماخر في المركز الثاني وحصل على المركز الثالث الألماني رالف شوماخر.